# Polleniopsis dandoensis
Polleniopsis dandoensis är en tvåvingeart som beskrevs av Hiromu Kurahashi 1964. Polleniopsis dandoensis ingår i släktet Polleniopsis och familjen spyflugor. Inga underarter finns listade i Catalogue of Life.